# Daczne (rejon marjinski)
Daczne (ukr. Дачне) – wieś na Ukrainie, w obwodzie donieckim, w rejonie pokrowskim. Miejscowość liczy ok. 300 mieszkańców.